# Ignifugo
Un materiale è definito ignifugo (dal latino ignis, fuoco) se non infiammabile oppure se possiede caratteristiche grazie alle quali viene molto ridotta o molto ritardata la sua combustione.
Un materiale può essere:
- completamente ignifugo, cioè completamente incombustibile (per esempio le rocce): in questo caso si definisce di "classe di reazione al fuoco A1";
- parzialmente ignifugo: in questo caso si definisce di classe di reazione al fuoco A2, B, C, D, F; all'aumento della classe corrisponde una maggior facilità nello sviluppo della combustione.

Molti materiali particolarmente infiammabili possono essere sottoposti a ignifugazione, tramite la quale si riduce la loro classe di reazione al fuoco. L'utilizzo di sostanze ignifughe e di ignifugazione come il BFR diminuisce notevolmente il rischio che si sviluppino incendi, oppure ne aumenta i tempi di propagazione.

## Spettacolo
Nel XIX secolo, in Regno Unito, la circense Josephine Girardelli divenne famosa come The Fire Proof Woman, grazie ai suoi spettacoli in cui si mostrava come resistente a qualsiasi tipo di ustione.